# CGh
cGh ist ein popularisierendes Kürzel der modernen Physik, mit dem die angestrebte Vereinigung physikalischer Theorien angedeutet wird: Der Relativitätstheorie, der Gravitation und der Quantenmechanik. Dabei steht
- c für die Lichtgeschwindigkeit,
- G für die Gravitationskonstante und
- h für die Planck-Konstante.

In einem 3D-Koordinatensystem mit diesen Einheiten würden die Ecken eines „c-G-h-Würfels“ auf der Grundfläche die drei Basistheorien darstellen und darüber die zwei- bzw. dreifach vereinigten Theorien.
Unter anderem befassten sich die Physiker Matwei Petrowitsch Bronstein und George Gamow mit dieser Thematik. Letzterer gab deshalb auch seiner populärwissenschaftlichen Romanfigur Mr. Tompkins die Initialen C. G. H. Tompkins.